# Unterseeboot UD-3
Le Unterseeboot UD-3 ou UD-3 est un sous-marin (U-Boot) allemand de la classe O 21. Il a été déposé sous le nom de sous-marin néerlandais K XXV et renommé HNLMS O 25 ou Hr.Ms. O 25, mais il a été capturé lors de l'invasion allemande des Pays-Bas pendant la Seconde Guerre mondiale et mis en service dans la Kriegsmarine pendant la Seconde Guerre mondiale.

## Histoire

### Construction et mise en service
La pose de la quille du bateau a eu lieu le 10 avril 1939 au chantier naval Wilton-Fijenoord à Rotterdam. À l'origine, le numéro du bateau était K XXV, mais il a été changé en O 25 avant le lancement. En tant que sous-marin de série O, il était destiné à être utilisé dans les eaux européennes, alors que la série K étaient utilisés en Inde néerlandaise.
Il s'agissait du type de navire de la classe O 21 conçu pour sept bateaux, dont quatre furent plus tard utilisés par les Alliés et les trois autres comme sous-marins proies allemands. La construction hollandaise était moderne, entre autres choses, elle disposait déjà d'un Schnorchel et d'un canon de 40 mm qui pouvait être descendu dans un compartiment étanche - des détails que les Allemands ont copiés pour leurs sous-marins électriques des classes XXI et XXIII.

### Seconde Guerre mondiale
Après l'invasion allemande du 10 mai 1940, le O 25 a été sabordé dans la Nieuwe Waterweg près de Rotterdam parce qu'il n'y avait pas de remorqueur disponible pour le remorquer vers le Royaume-Uni.
Le sous-marin a été renfloué par les Allemands et il a été décidé de le réparer et de le compléter. Il a servi dans la Kriegsmarine comme UD-3 et a été mis en service le 8 juin 1941.
De juin à juillet 1941, le UD-3 a servi de sous-marin d'essai à Kiel alors qu'il était attaché à la 3. Unterseebootsflottille. En juin, il a été transféré à la 5. Unterseebootsflottille, également à Kiel, où il a servi de bateau-école. Il y resta jusqu'au mois d'août de cette année-là. D'août 1941 à septembre 1942, le sous-marin est stationné à la base sous-marine de Lorient, en France occupée, et rattaché à la 2. Unterseebootsflottille. En octobre 1942, il a été transféré à la 10. Unterseebootsflottille, également à Lorient, où il a servi jusqu'en février 1943.
Lors d'une patrouille au large de la côte Ouest de l'Afrique, le UD-3 a repéré et coulé le cargo norvégien Indra, d'une capacité de 5 041 tonneaux de jauge brute, le 26 novembre 1942.
En mars 1943, le UD-3 est transféré à Bergen, en Norvège occupée, et rattaché à la U-boot Abwehr Schule pour servir de bateau-école jusqu'en octobre 1944.
Le 13 octobre 1944, le UD-3 est mis hors service après avoir été endommagé lors d'un raid aérien sur Kiel. Le 3 mai 1945, le bateau est sabordé par les allemands  et est démoli après guerre.

## Commandants
Ayant été capture avant sa mise en service, il n'a pas eu de commandements néerlandais, mais a été mis sous les couleurs de la Kriegsmarine
- Korvettenkapitän (Krvkpt.) Hermann Rigele de juin 1942 à octobre 1943
- Kapitänleutnant (Kptlt.) Joachim Seeger d'octobre 1943 à octobre 1944

## Flottilles
- 3. Unterseebootsflottille à Kiel de juin 1941 à juillet 1941 (navire d'essai)
- 5. Unterseebootsflottille à Kiel de juillet 1941 à août 1941 (navire école)
- 2. Unterseebootsflottille à Lorient d'août 1941 à septembre 1942 (service actif)
- 10. Unterseebootsflottille à Lorient d'octobre 1942 à février 1943 (service actif)
- U-Abwehrschule à Bergen de mars 1943 à octobre 1944 (navire école)

## Patrouilles
Le UD-3 a effectué 3 patrouilles pendant son service actif.

## Palmarès
Le UD-3 a coulé Un navire marchand de 5 041 tonneaux pendant son service actif.
| Date             | Nom du navire | Nationalité | Type  | Tonnage | Destin |
| ---------------- | ------------- | ----------- | ----- | ------- | ------ |
| 26 novembre 1942 | Indra         | Norvège     | Cargo | 5 041   | Coulé  |